# Bundokflugsnappare
Bundokflugsnappare (Ficedula luzoniensis) är en fågel i familjen flugsnappare inom ordningen tättingar.

## Utseende och läte
Bundokflugsnapparen är en liten tätting med sotgrått på ovansidan och orangefärgat på strupe och bröst, ljusare på hakan och övergående i vitt på buk och undergump. De flesta bestånd har ett kort och tunt vitt ögonbrynsstreck. Arten liknar mugimakiflugsnappare, men har skära istället för svarta ben och saknar vitt i vingen. Sången består av en enkel och mycket ljus visslad melodi.

## Utbredning och systematik
Bundokflugsnappare förekommer i Filippinerna och delas in i åtta underarter med följande utbredning:
- Ficedula luzoniensis calayensis – Calayan
- Ficedula luzoniensis luzoniensis – Luzon och Mindoro
- Ficedula luzoniensis rara – Palawan
- Ficedula luzoniensis nigrorum – Negros
- Ficedula luzoniensis malindangensis – Malindangområdet på nordvästra Mindanao
- Ficedula luzoniensis daggayana – norra Mindanao
- Ficedula luzoniensis montigena – bergstrakter på centrala Mindanao
- Ficedula luzoniensis matutumensis – Mt. Busa och Mt. Matutum på södra centrala Mindanao

Tidigare betraktades den som underart till vitbrynad flugsnappare (F. hyperythra) och vissa gör det fortfarande.. DNA-studier visar dock att de inte är varandras närmaste släktingar.

## Levnadssätt
Bundokflugsnapparen hittas i undervegetation i bergsskogar. Där kan den ses sitta helt stilla under långa perioder.

## Status och hot
Arten har ett stort utbredningsområde, men tros minska i antal, dock inte tillräckligt kraftigt för att den ska betraktas som hotad. Internationella naturvårdsunionen IUCN listar arten som livskraftig (LC).

## Namn
Bundok är ordet för "berg" på filipino, ett av språken i Filippinerna.